# 일민구락부
일민구락부(一民俱樂部)는 1949년 11월 12일에 창당되었던 대한민국의 정당으로, 이승만의 일민주의를 지지하였다. 대한민국 제2대 국회의원 선거에 이성득, 조병한, 김경도, 강달수 등 18명의 일민구락부 소속 후보가 출마하였고, 그 중 3명이 국회의원으로 당선되었다.

## 참고 문헌
- 네이트 백과사전(한국민족문화대백과)[깨진 링크(과거 내용 찾기)]